# Boswesp
De boswesp (Dolichovespula sylvestris) is een vliesvleugelig insect uit de familie van de plooivleugelwespen (Vespidae). De wetenschappelijke naam van de soort is gepubliceerd in 1763 door Scopoli. De boswesp is verspreid over Europa en Azië (met uitzondering van Japan) en Marokko.

## Ecologie
Nesten van de boswesp worden opgehangen aan vegetatie of op de grond geplaatst. Nesten zijn grijs met witte en bleke bruine banden. Per nest kunnen 60 tot meer dan 200 werksters gevonden worden.
Boswespen bezoeken verschillende soorten planten om nectar te verzamelen. Voor het knopig helmkruid zijn ze van belang als bestuiver.
De boswesp is de gastheer van de sociaal parasitaire boskoekoekswesp (Dolichovespula omissa). Daarnaast wordt deze soort ook geparasiteerd door de sluipwesp Sphecophaga vesparum en de nematode Pheromermis pachysoma.